# Video Home System
VHS ist ein von JVC entwickeltes analoges und zuerst 1976 in Japan auf den Markt gebrachtes Aufzeichnungs- und Wiedergabesystem für Videorekorder. VHS setzte sich als Standard für private Aufzeichnungen auf Videokassette durch und wurde – trotz Entwicklung besserer analoger Systeme – erst ab 2000 durch ein digitales System (die DVD) abgelöst. Im Gegensatz zu vielen konkurrierenden Systemen nutzt VHS einen sogenannten „M“-Lademechanismus, der für die kontinuierliche Signalübertragung zwei Videoköpfe notwendig macht, jedoch kompaktere Geräte erlaubt.

## Bedeutung „VHS“
Video Home System war von Beginn an die offizielle Bezeichnung für VHS.
Teilweise wird die Ansicht vertreten, die offizielle Lesart Video Home System sei ein Backronym und die Abkürzung habe ursprünglich für Vertical Helical Scan (‚senkrecht-spiralförmige Abtastung‘) gestanden, die verwendete Aufzeichnungsmethode auf dem Magnetband. Das ist allerdings fragwürdig, da außer dem 2-Zoll-Quadruplex-System alle analogen Formate mit Schrägspuraufzeichnung arbeiten. Nach anderen Berichten stand VHS für Victor Helical Scan; JVC (Victor Company of Japan) nennt sich innerhalb Japans einfach Victor.

## Kassetten

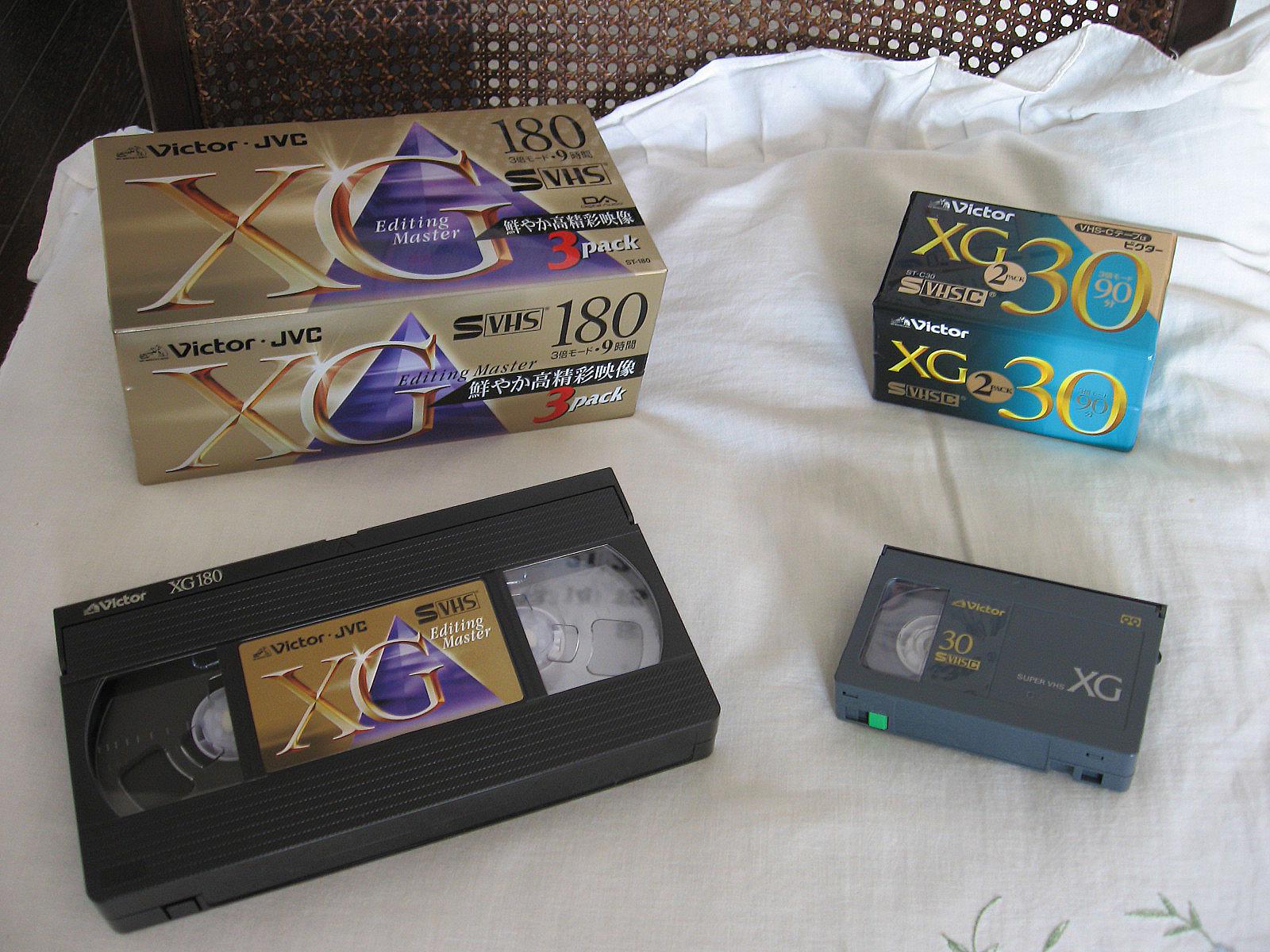
VHS- und VHS-C-Kassetten

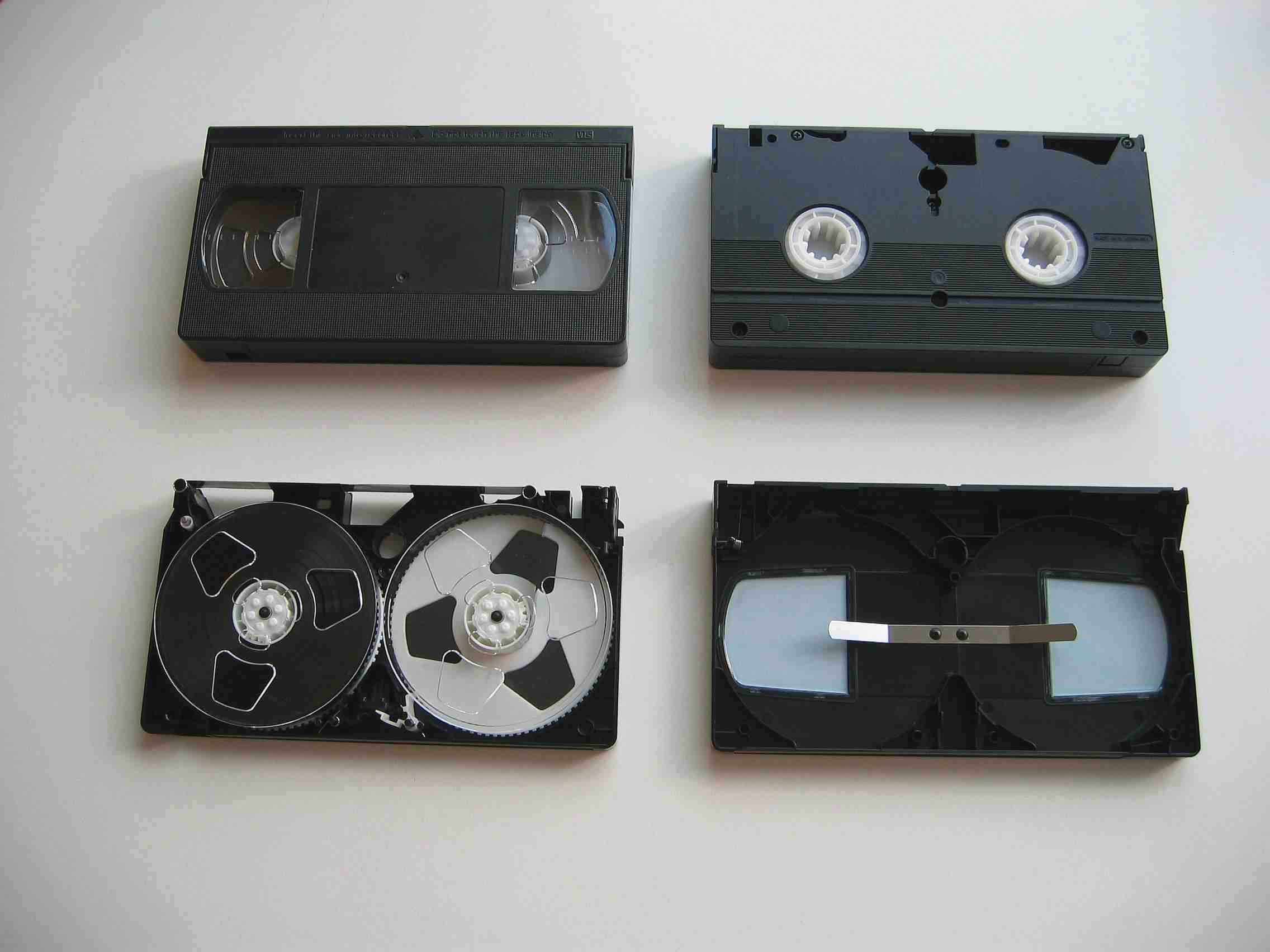
VHS-Kassette

Eine VHS-Kassette enthält ein langes Magnetband, das beim Abspielen im Videorekorder von einer Spule auf eine andere gewickelt wird. Dabei läuft es langsam an der schnell rotierenden Kopftrommel des Videorekorders vorbei. Die Kassetten können (bei den meisten als Leerkassetten verkauften Fabrikaten) durch Herausbrechen einer Lasche auf der rückwärtigen Längsseite vor dem Löschen der enthaltenen Aufnahmen geschützt werden. Eine erneute Aufnahme ist dann durch Abdecken mit einem Stück Klebeband möglich.
VHS-Kassetten sind einseitig, können also nicht umgedreht eingeführt werden. Beim Betrachten der Aufnahme ist in der Mitte der Spielzeit also kein Drehen der Kassette notwendig, dafür muss sie vor der nächsten Verwendung zurückgespult werden. Neuere Videorekorder bieten oft eine sehr hohe Spulgeschwindigkeit. Der schnelle Bildsuchlauf ist jedoch aus technischen Gründen in der Geschwindigkeit beschränkt: Er strapaziert die Mechanik sowie das Magnetband und ist aus technischen Gründen bei VHS nur mit Bildstörungen möglich, die bei zu hohen Geschwindigkeiten den eigentlichen Bildinhalt völlig überdecken würden.
Das Magnetband der VHS-Kassette ist nicht frei zugänglich, sondern durch eine Klappe geschützt. Erst im Rekorder wird diese geöffnet und die Mechanik zieht so viel Band heraus, dass die Videotrommel halbseitig umschlungen werden kann. Die Klappe lässt sich auch öffnen, indem man an der rechten Seite der Kassette den kleinen rechteckigen Riegel in der Nähe des Klappengelenks mit dem Finger eindrückt. Dabei entsperrt man die Schließmechanik der Klappe und hat nach dem Hochklappen freie Sicht auf das Magnetband.

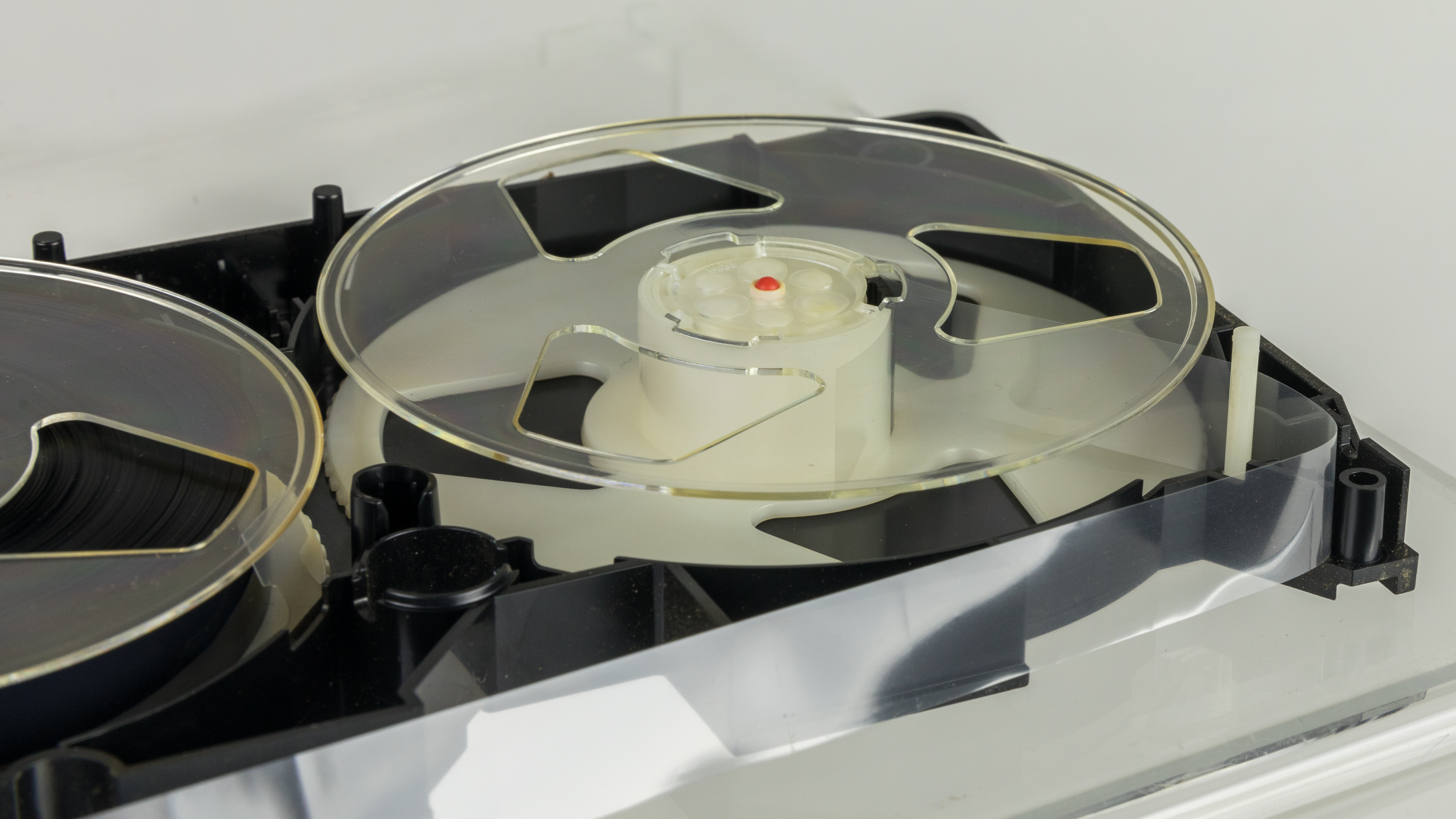
Transparentes Bandende

Während z. B. bei Audiokassetten das Bandende vom Gerät meist einfach dadurch erkannt wird, dass sich die Spulen nicht mehr weiterdrehen können, ist das bei Videosystemen mit Kopftrommel nicht möglich: Das dünne Magnetband würde sich beim Spulen bis zum physischen Bandende zu stramm um die sehr schnell rotierende Trommel mit den leicht hervorstehenden Köpfen legen, und Band und Köpfe würden beschädigt. Daher wird in VHS-Kassetten durchsichtiges Plastikband für die Bandenden verwendet: Eine kleine im Rekorder eingebaute Lichtquelle (Lämpchen oder LED) passt in die vordere mittlere Öffnung auf der Unterseite der Kassette und beleuchtet das Band ständig von innen. An den beiden Schmalseiten der Kassette liegen bei geöffneter Klappe Öffnungen frei, vor denen sich im Gerät Lichtsensoren (z. B. Fototransistoren) befinden. Ist das Bandende nahe, so kann das Licht durch das durchsichtige Band auf den Sensor fallen und der Abspiel- oder Spulvorgang wird sofort angehalten.

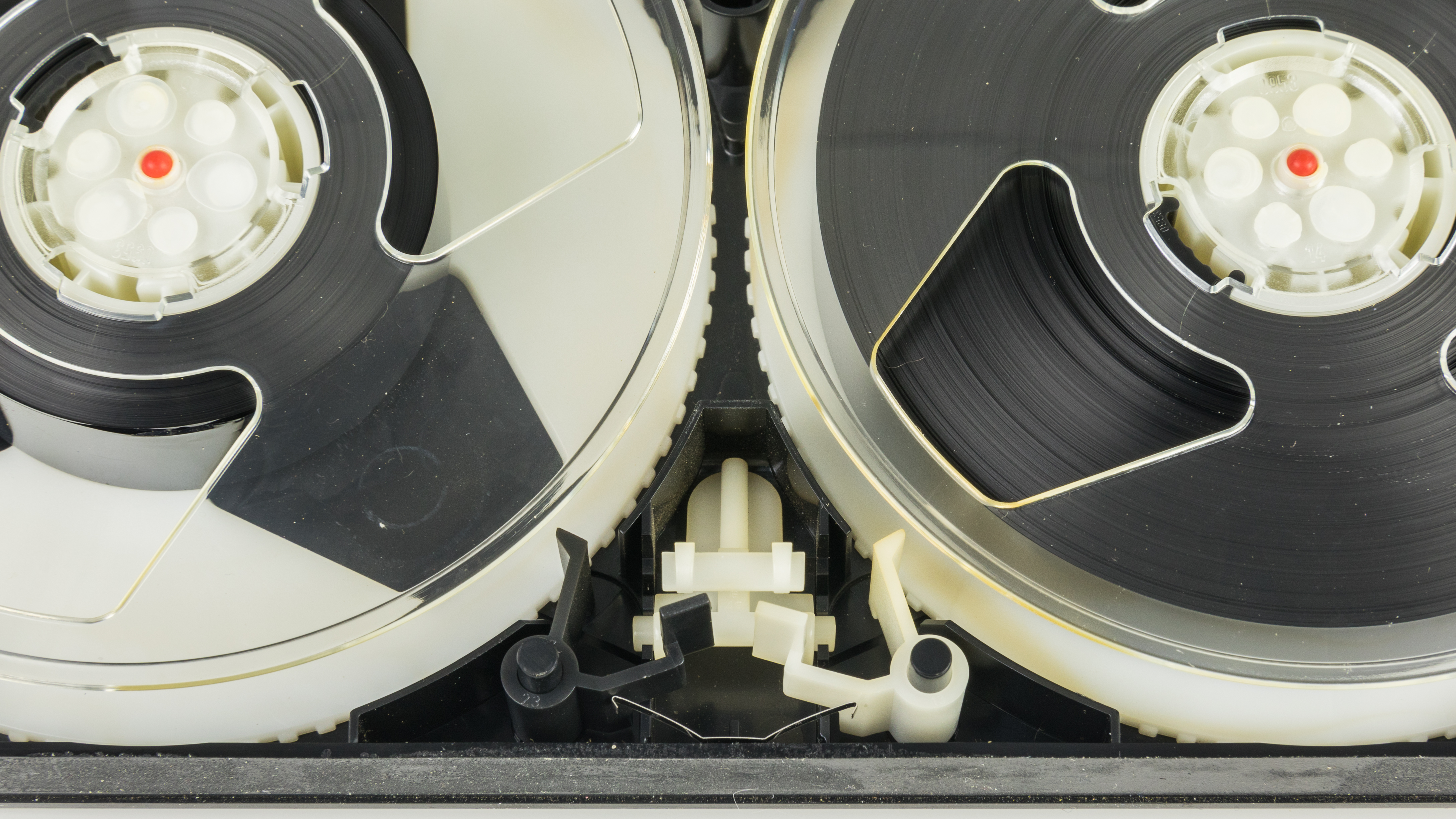
Arretiermechanismus (unten)

Des Weiteren haben VHS-Kassetten einen Arretiermechanismus, der das Drehen der Bandspulen unterbindet, wenn die Kassette nicht im Gerät eingelegt ist, wodurch Bandsalat verhindert wird. Im Gerät wird die Arretierung gelöst, indem ein Stift in die hintere mittlere Öffnung der Kassette eindringt und dadurch den Arretierhebel von den Bandspulen abhebt.

## Technische Daten
VHS speichert jedes Halbbild in einer eigenen Schrägspur auf dem Band. Das Vollbildverfahren wird nicht unterstützt. Moderne Geräte mit HiFi-Stereo können analog kodierte Dolby-Surround-Signale aufzeichnen.
Rekorder, die mit der NTSC-Fernsehnorm arbeiten, verwenden im normalen Aufzeichnungsmodus eine deutlich höhere Bandgeschwindigkeit als PAL- und SECAM-Geräte. Zwar können alle Leerkassetten in allen Rekordern verwendet werden, doch die auf den Kassetten angegebene Laufzeit stimmt dann nicht mehr. Zur Unterscheidung gibt es die Formate T-(Minuten) für NTSC (zum Beispiel T-120) und E-(Minuten) für PAL (zum Beispiel E-180). Die verringerte Bandgeschwindigkeit bei PAL-Rekordern ist Folge des technischen Fortschritts, der nach der Entwicklung der NTSC-VHS-Spezifikationen zur Verfügung stand.
Die gängigen VHS-Kassetten für PAL haben meist Laufzeiten von etwa zwei bis vier Stunden und werden mit E- (für PAL/SECAM) und der auf den Standard-Play-Modus (SP) bezogenen Spielzeit in Minuten gekennzeichnet. Die tatsächliche Zeit ist häufig einige Minuten länger. Leerkassetten unter zwei Stunden Laufzeit (E-30, E-60 und E-90) sind stückzahlbedingt teilweise teurer als längere, besonders bei kommerziell bespielten Kassetten gibt es auch die verschiedensten Sonderlängen. Bei Kassetten für NTSC ist die übliche Laufzeit nur eineinhalb bis drei Stunden.
Bei vielen Geräten wird der Beginn einer Aufnahme durch ein Index-Signal markiert, wodurch später ein leichter Zugriff auf eine bestimmte Bandstelle ermöglicht wird. Mit einigen Geräten können diese Markierungen auch während der Aufnahme an beliebigen Stellen eingefügt oder später auch wieder entfernt werden.
Im englischsprachigen Raum war bei der Veröffentlichung von Spielfilmen auf VHS Pan & Scan üblich, bei dem links und rechts ein beträchtlicher Teil des Bildinhalts verlorengeht. Im deutschsprachigen Raum war das bis Anfang der 1990er-Jahre verbreitet, danach wurde häufig Letterbox mit den bekannten schwarzen Balken oben und unten eingesetzt. Da die Bildauflösung herkömmlicher amerikanischer NTSC-Röhrenfernseher sowohl vertikal (wegen der geringeren Zeilenzahl) als auch horizontal (wegen der geringeren Bandbreite) deutlich schlechter ist als bei europäischen PAL-Geräten, wäre das Letterbox-Format in den USA nur unter problematischen Einbußen an Bildqualität möglich gewesen und sein Einsatz auf VHS-Bändern war dort daher nicht üblich.
Ein anamorphes 16:9-Bildformat ist möglich, wegen der Inkompatibilität zum 4:3-Format (bei Fernsehern ohne 16:9-Umschaltung) besonders bei kommerziell bespielten Kassetten jedoch unüblich. Werden anamorph ausgestrahlte Programme mit VHS aufgezeichnet, können entsprechende Fernseher das Widescreen-Signal auswerten und schalten automatisch auf 16:9 um.

### Details zur Aufzeichnung
Das Magnetband hat eine Breite von 12,7 mm (1⁄2 Zoll) und bewegt sich mit nur wenigen Zentimetern pro Sekunde (PAL: 2,339 cm/s, NTSC: 3,335 cm/s). Für Aufzeichnung und Wiedergabe läuft das Band im Halbkreis um eine leicht schräg stehende Trommel mit einem Durchmesser von 62 mm herum. Die Trommel verfügt über zwei gegenüberliegende Schreib-/Leseköpfe, die abwechselnd verwendet werden; der Kopf mit Bandkontakt ist jeweils aktiv. Durch die geneigte Anbringung der Trommel laufen die Köpfe schräg über das Band und überstreichen es diagonal von oben nach unten.
Das analoge TV-Signal, das je nach Land etwa 4,8 bis 5,5 MHz Bandbreite hat, wird vom Videorekorder in Helligkeits- und Farbsignal getrennt. Die Helligkeitsinformation wird mit einem Tiefpass auf 3 MHz begrenzt. Mit dem Helligkeitssignal wird ein Trägersignal frequenzmoduliert und anschließend auf Band gespeichert. Die Frequenzmodulation ermöglicht eine vergleichsweise geringe Störanfälligkeit der Aufzeichnung, da die Amplitude des Signals maximal verstärkt und begrenzt werden kann. Der Träger für das Helligkeitssignal (Y-Signal) liegt zwischen 3,8 MHz für Schwarz (ultraschwarzer Synchronimpuls) und 4,8 MHz für Weiß. Die beiden Seitenbänder werden auf einen Bereich von 1–8 MHz begrenzt.
Die FM-Trägerfrequenz wurde so gewählt, dass im unteren Frequenzbereich noch Platz ist. Dort wird – mittels des auf 627 kHz herabgesetzten Farbhilfsträgers – die Farbe (Chroma-Signal) mit einer Bandbreite von maximal 500 kHz gespeichert. Das menschliche Auge hat ein für Farben deutlich reduziertes Auflösungsvermögen. Da das Farbsignal nicht mit Frequenzmodulation, sondern amplitudenmoduliert aufgezeichnet wird, ist es besonders rauschempfindlich. Das Verfahren der Speicherung der Farbinformation unterhalb des Bildsignals wird Color-under-Verfahren genannt und hat bezahlbare Farb-Videorekorder für den Heimgebrauch erst ermöglicht, indem es die Anforderungen an die exakte Einhaltung von Band- und Trommelgeschwindigkeit stark reduzierte.
Der Hilfsoszillator (5,06 MHz) für das Hoch- bzw. Heruntermischen des Farbsignals bei Aufnahme bzw. Wiedergabe sind an den Kopfradservo und damit an die Band-zu-Kopf-Geschwindigkeit gekoppelt. Dadurch werden Farbfehler, hervorgerufen durch Bandlaufschwankungen, vermieden. Außerdem wird der heruntergemischte Farbhilfsträger während jeder Zeile um 90° in der Phase gedreht, damit ein Übersprechen des Farbsignals zwischen zwei benachbarten Zeilen bzw. Spuren verhindert wird (dies ist unabhängig von der Phasendrehung um 180°, die der PAL-Fernsehnorm innewohnt).
Um die erforderliche Band-zu-Kopf-Geschwindigkeit für die Aufzeichnung zu realisieren, dreht sich die Videokopftrommel eines PAL-Rekorders mit 25 Umdrehungen pro Sekunde (NTSC: 30 Umdrehungen pro Sekunde), so dass von den zwei Köpfen insgesamt 50 bzw. 60 Halbbilder pro Sekunde abgetastet werden – jede Schrägspur entspricht einem Halbbild. Die Umschaltung zwischen den Köpfen erfolgt zu Beginn der vertikalen Austastlücke, so dass die dadurch entstehende kurze Bildstörung nicht auf dem Bildschirm zu sehen ist. Die Relativgeschwindigkeit zwischen drehendem Kopf und Band beträgt damit einige Meter pro Sekunde. (PAL: 4,867 m/s, NTSC: 6,953 m/s.) Bei PAL-VHS werden jeweils 208 parallele Videospuren (Länge: 9,734 cm, Breite: 0,049 mm) schräg auf das Band geschrieben.
An den beiden Rändern des Bandes befinden sich noch zwei Längsspuren, die von nicht rotierenden Magnetköpfen in genau festgelegtem Abstand hinter der Kopftrommel aufgezeichnet und wiedergegeben werden. Eine dieser Spuren enthält Impulse, die dem Rekorder die genaue Lage der Schrägspuren anzeigen, so dass er beim Abspielen nicht versucht, zwischen zwei Schrägspuren zu lesen, was zu schweren Bildstörungen führen würde. Die andere Spur zeichnet den Ton auf. Da das Band langsamer läuft als bei einer Audio-Cassette, ist die Tonqualität dieses sogenannten Lineartons recht begrenzt. Zudem arbeiten fast alle Rekorder auf dieser Spur nur in Mono. Bei neueren Rekordern wird der Ton daher zusätzlich auch auf die Schrägspuren geschrieben bzw. von dort gelesen. Zu diesem Zweck befinden sich auf der Kopftrommel zwei weitere Köpfe. Dieser sogenannte HiFi-Ton hat eine wesentlich höhere Qualität. HiFi-VHS-Rekorder zeichnen aber zwecks Kompatibilität mit herkömmlichen Geräten den Ton auch in der Längsspur auf.

### Longplay und Super-Longplay
Viele Geräte verfügen über einen Long-Play-Modus (LP), in dem durch Reduzierung der Bandgeschwindigkeit und somit auch der Qualität (besonders beim Bildsuchlauf und bei der Qualität der Lineartonspur kann sich das zeigen) die Laufzeit verdoppelt wird: Somit sind z. B. mit einer E-300-Kassette 10-Stunden-Aufzeichnungen möglich. Beim Abspielen solcher Aufnahmen auf VHS-Geräten ohne LP-Modus werden diese mit starken Störungen und teilweise der doppelten Geschwindigkeit abgespielt. Seltener gab es auch die Modi Extended Play (EP) oder Super Long Play (SLP), die noch längere Laufzeiten ermöglichten.
Im NTSC-Raum ist der Super-Longplay-Modus (SLP) mit einem Drittel Bandgeschwindigkeit zur Verlängerung der Aufzeichnungsdauer Standard. Halbierte Bandgeschwindigkeit bieten dort nur wenige Rekorder. Die endgültige Bandgeschwindigkeit von NTSC-SLP und PAL-LP ist beinahe gleich.
| PAL SP | PAL LP | NTSC SP | NTSC LP | NTSC EP/SLP |
| ------ | ------ | ------- | ------- | ----------- |
| 2,339  | 1,170  | 3,335   | 1,668   | 1,112       |

Obwohl die reduzierte Bandgeschwindigkeit die Qualität der Aufnahme spürbar beeinträchtigt, selbst bei Kassetten mit High-Grade-Beschichtung, wurde sie angesichts der anfänglich hohen Kassettenpreise gerne genutzt. Um sehr lange Sendungen am Stück aufnehmen zu können, war LP auch später noch gefragt.

### Übliche VHS-Bandlängen und Spielzeiten
| Band- Beschriftung | Band- länge | Spielzeit (PAL) | Spielzeit (PAL) | Spielzeit (NTSC) | Spielzeit (NTSC) | Spielzeit (NTSC) |
| Band- Beschriftung | Band- länge | SP              | LP              | SP               | LP               | EP/SLP           |
| PAL-Markt          | PAL-Markt   | PAL-Markt       | PAL-Markt       | PAL-Markt        | PAL-Markt        | PAL-Markt        |
| ------------------ | ----------- | --------------- | --------------- | ---------------- | ---------------- | ---------------- |
| E-30 (VHS-C)       | 45 m        | 30 min          | 1 h             | 22,5 min         | 45 min           | 1 h 8 min        |
| E-120              | 175 m       | 2 h             | 04 h            | 1 h 26 min       | 2 h 52 min       | 04 h 18 min      |
| E-180              | 259 m       | 3 h             | 06 h            | 2 h 09 min       | 4 h 18 min       | 06 h 27 min      |
| E-240              | 348 m       | 4 h             | 08 h            | 2 h 53 min       | 5 h 46 min       | 08 h 39 min      |
| E-300              | 435 m       | 5 h             | 10 h            | 3 h 36 min       | 7 h 20 min       | 10 h 49 min      |
| NTSC-Markt         |             |                 |                 |                  |                  |                  |
| T-30 (VHS-C)       | 63 m        | 45 min          | 1 h 30 min      | 30 min           | 1 h              | 1 h 30 min       |
| T-120              | 248 m       | 2 h 49 min      | 05 h 38 min     | 2 h              | 4 h              | 06 h             |
| T-160              | 328 m       | 3 h 43 min      | 07 h 26 min     | 2 h 40 min       | 5 h 20 min       | 08 h             |
| T-180              | 369 m       | 4 h 13 min      | 08 h 27 min     | 3 h              | 6 h              | 09 h             |

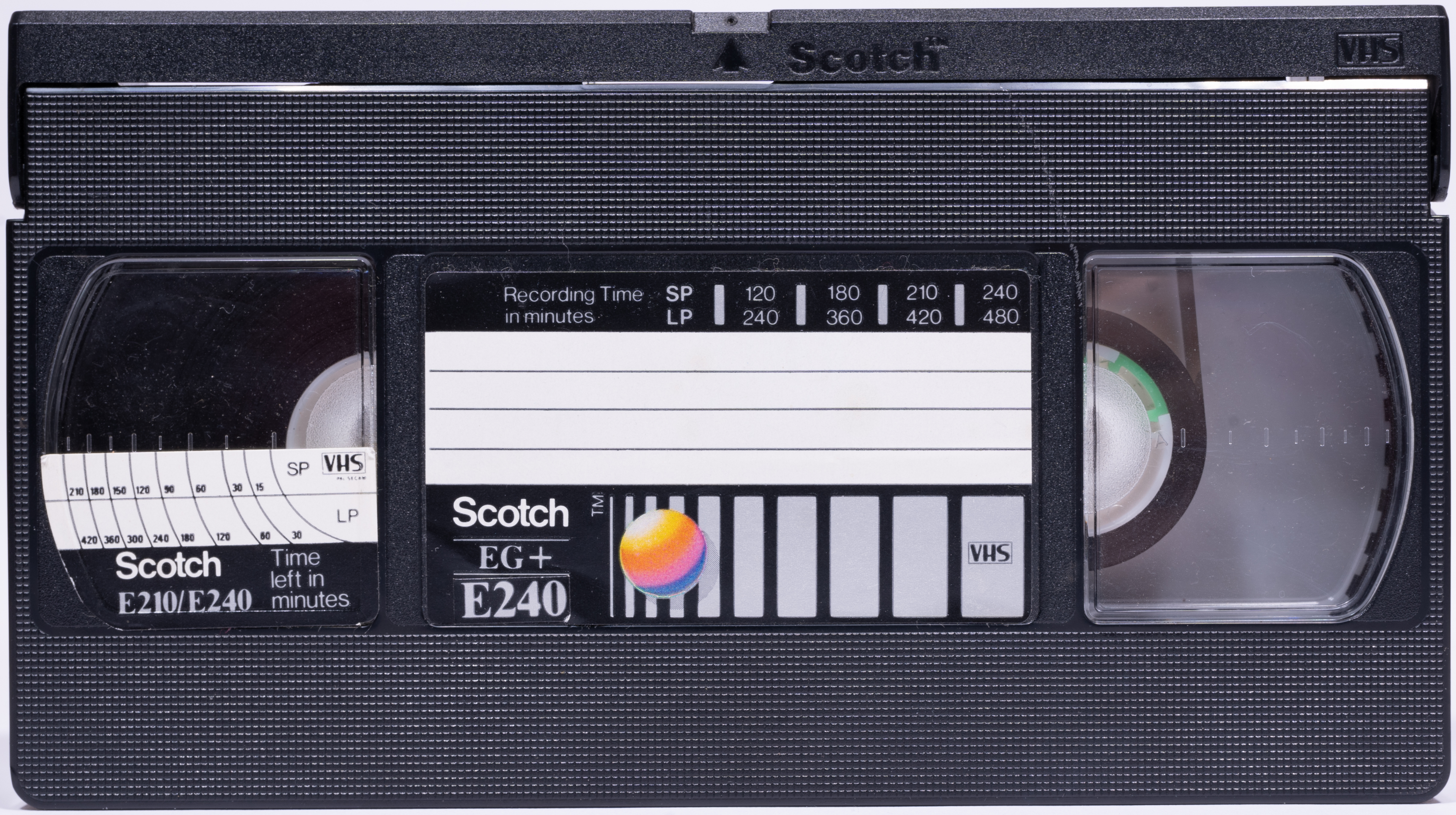
VHS-Kassette mit Zeitskala für SP und LP

Die E-300-Kassetten nutzen ein besonders dünnes Trägermaterial, um die über 430 Meter Band noch auf die Spulen der Kassette wickeln zu können. Mit etwa 430 Metern galt die VHS-Kassette lange Zeit als ausgereizt. Unter Verwendung von D-VHS-DF-480-Kassetten ist jedoch in SP eine Laufzeit von 5 Stunden und 45 Minuten möglich.
Während übliche DVD-Rekorder (mit einschichtigen Medien) je nach Qualität meistens nur 1, 2, 4 oder 6 Stunden Gesamtspielzeit bieten, kann ein PAL-VHS-Rekorder bis zu 5, im LP-Modus bis zu 10 Stunden ununterbrochen aufnehmen.

### Bildauflösung
Da das TV-Signal direkt (ohne Zwischenspeicherung) aufgezeichnet wird, müssen alle Zeilen (auch die ohne Bildinhalt) berücksichtigt werden; das sind pro Vollbild 625 Zeilen bei PAL und 525 Zeilen bei NTSC. Die vertikale Bildauflösung beträgt bei NTSC-Vollbildern 485 Zeilen, bei PAL 576 Zeilen. In horizontaler Richtung beträgt die Auflösung 220–240 Linien. Da dies auf die Höhe des Bildes gerechnet wird und VHS für 4:3-Formate entwickelt wurde, ist die tatsächliche Helligkeitsauflösung pro Scanline bei etwa maximal 280–300 Informationen (also etwa 160 Schwingungen pro Scanline).
Systembedingt ist die Bildauflösung (der Helligkeitsinformation) von VHS also begrenzt – vertikal durch die zugrunde liegende Fernsehnorm mit ihrer festen Zeilenzahl, horizontal durch die gewählte FM-Trägerfrequenz. Das ist unabhängig von der Güte des Gerätes oder der verwendeten Magnetbänder. Infolgedessen werden dünne senkrechte Linien im Bild nur noch unscharf dargestellt, was sich beispielsweise bei der Darstellung von menschlichem Haupthaar deutlich negativ bemerkbar macht (Haare wirken fettig). An harten Kontrasten (z. B. weiß nach schwarz) sieht man auf VHS-Aufzeichnungen oft einen dicken Strich dazwischen (in diesem Falle grau.) Etwas höhere Frequenzen werden nur noch mit schwacher Amplitude gespeichert.
Das komplette Halbbild wird (mit allen Zeilen) in einer einzelnen Spur aufgezeichnet. Bei der Aufzeichnung und Wiedergabe ist die Synchronisation mit dem Zeilenanfang (H-Sync) oft nicht exakt, so dass sich ein leichtes „Zeilenwackeln“ beobachten lässt (insbesondere im LP-Modus). Abhilfe schafft im professionellen Bereich ein sogenannter Time Base Corrector.
Da der Farbträger zur Magnetaufzeichnung heruntergesetzt wird und das Farbsignal in der noch verfügbaren Bandbreite nur quadraturamplitudenmoduliert (und nicht frequenzmoduliert) gespeichert werden kann, unterliegt es starken Rauscheinflüssen.
Farbe wird mit deutlich reduzierter Auflösung aufgezeichnet. Pro Zeile werden nur etwa 30–40 unterschiedliche Farbwerte gespeichert. VHS nutzt außerdem ein System zur Farbrausch-Reduktion, in dem die Farbwerte mehrerer Zeilen gemittelt werden, so dass auch die vertikale Farbauflösung deutlich sinkt. Trotz der Rauschreduktion flimmern Bildflächen mit starker Farbsättigung heftig. Eine weitere Folge der Farbrauschreduzierung ist das „Ausbluten“ der Farbe bei mehrfachen Video-Kopien – das Farbsignal kommt beim Abspielen im Vergleich zur Aufnahme verspätet aus dem Gerät heraus, wodurch bei mehrfachem Kopieren die Farbflächen im Vergleich zu den Helligkeitswerten merklich im Bild nach unten rutschen. Das macht VHS für (semi-)professionelle Zwecke ungeeignet, bietet jedoch für den Heimgebrauch einen guten Kompromiss, um das Farbflimmern zu minimieren.

### Audioqualität
Die Standard-Tonspur ist ein am unteren Rand des Bandes linear (ähnlich wie bei Audio-Kassetten) aufgezeichnetes Mono-Signal mit maximal 10 kHz Bandbreite bei einem Rauschabstand von nur etwa 40 dB. Spätere Geräte speicherten manchmal statt der Mono-Spur zwei getrennte Kanäle (also Stereo). Einige sehr hochwertige Geräte wurden zusätzlich mit dem Dolby-B-Rauschminderungssystem ausgestattet.
Schließlich wurde Mitte der 1980er Jahre das HiFi-Stereo-Tonverfahren entwickelt, bei dem auch das Audiosignal in die Video-Schrägspuren geschrieben wird, wodurch die lineare Stereo-Aufzeichnung obsolet wurde. Aus Kompatibilitätsgründen bleibt die Mono-Spur auch bei HiFi-Stereo-Rekordern erhalten. Der (analoge) HiFi-Stereo-Ton wird frequenzmoduliert mit einem separaten Kopfpaar „in die Tiefe“ der Magnetschicht geschrieben, während das Videosignal nur die Oberfläche magnetisiert. Die Audiospur enthält den linken Kanal auf einem 1,4-MHz-Träger und den rechten Kanal auf einem 1,8-MHz-Träger. Damit überschneiden sich Audio- und Video-Frequenzen.
Um eine möglichst gute Trennung beider Signale zu erreichen, sind die Winkel der schmalen Öffnungen der Audioköpfe gegenüber den Videoköpfen etwas versetzt.
HiFi-VHS-Recorder bieten dabei eine Tonqualität, die sehr nahe an die CD heranreicht, weshalb solche Geräte besonders in der Anfangszeit manchmal zweckentfremdet als Audiorecorder genutzt wurden. Einige Recorder boten sogar einen eigenen HiFi-Audiomodus, bei dem nur das reine Audiosignal aufgezeichnet und die Videoköpfe abgeschaltet wurden, um eine Beeinträchtigung der Klangqualität durch das in diesem Fall ohnehin ungenutzte (und daher meist schwarze) Videosignal zu vermeiden. Auch verfügten bis etwa Mitte der 1990er Jahre nahezu alle HiFi-VHS-Recorder über eine manuelle Tonaussteuerung.
Geräte mit HiFi-Stereo-Ton erreichen eine Bandbreite von 20 Hz bis 20 kHz bei einem Rauschabstand von ungefähr 75 dB.
Nachteilig ist, dass es, bedingt durch das Umschalten zwischen den beiden rotierenden Köpfen, teilweise zu Störgeräuschen in Form eines Knisterns mit 50 Hz kommt. Dieses Problem tritt insbesondere bei Wiedergabe auf einem anderen als dem aufzeichnenden Gerät auf. Außerdem werden bei älteren Bändern zuerst diese Audioinformationen unleserlich, bevor im weiteren Verlauf der Alterung Bildstörungen auftreten.

### Anzahl der Köpfe
Da die Trommel nur halbseitig vom Magnetband umschlungen wird, sind mindestens zwei Köpfe im Winkel von theoretisch 180° erforderlich, um kontinuierlich das Band lesen (oder beschreiben) zu können: einer für die ungeradzahligen, der andere für die geradzahligen TV-Zeilen. Die von den Köpfen geschriebenen Videospuren liegen dicht an dicht. Bedingt durch das Halbbildverfahren würde jetzt jedoch das Synchronsignal einer Zeile im ersten Halbbild im Bereich des Bildsignals einer Zeile des nächsten Halbbildes liegen. Um das zu verhindern, liegen die Köpfe beim VHS-Signal in einem Winkel von ca. 179° zueinander. Dadurch beginnt jedes Halbbild an einer alternierenden Position. Bild- und Synchronsignal liegen jeweils an der gleichen Position zweier benachbarten Spuren in den Halbbildern und können sich nicht stören.
Teilweise wurden Recorder mit drei Köpfen angeboten. Der dritte Kopf diente dabei lediglich dazu, ein störungsfreies Standbild zu ermöglichen.
Im Longplay-Modus bewegt sich das Band mit halber SP-Geschwindigkeit, was zu einem Spurbild mit nur noch halb so breiten Videospuren führt. Rekorder mit Longplay-Funktion verfügen deswegen über zwei weitere, schmalere Videoköpfe. Gleichzeitig werden die zusätzlichen Longplay-Köpfe auch für das störungsfreie Standbild und für den Bildsuchlauf im SP-Modus verwendet.
Für HiFi-Stereo sind zwei zusätzliche Köpfe vorgesehen, einerseits, um den unterschiedlichen Winkel (Azimuth) der Kopfspaltöffnung (für die Audio-/Video-Signaltrennung) zu realisieren, und andererseits, um den Ton zeitlich kurz vor dem Bildsignal auf das Magnetband zu schreiben. Üblicherweise sind HiFi-Stereo-Geräte auch mit der Longplay-Funktion ausgestattet, so dass diese dann über sechs Köpfe verfügen.
Einige sehr hochwertige VHS-Recorder sind darüber hinaus mit einem siebten Kopf ausgestattet. Dabei handelt es sich um einen rotierenden Löschkopf, der das nahtlose Einfügen von Szenen in bestehende Aufnahmen („Insert-Schnitt“) ermöglicht.
Zusätzlich zur rotierenden Kopftrommel verfügt jeder VHS-Recorder über einen feststehenden Vollspur-Löschkopf und einen sogenannten Kombikopf. Dieser besteht aus Audio-Schreib-/Lesekopf, Audiospur-Löschkopf und Synchronkopf. Er ist für die Längstonspur und die Synchronspur zuständig. Mit Letzterer werden bei der Wiedergabe die Köpfe der Trommel auf die schräg am Band aufgesprochenen Spuren synchronisiert (englisch tracking). Bei Geräten mit Auto-Tracking-Funktion stellt die Elektronik durch geringfügiges Verstellen dieses Regelkreises und Messen des Video- bzw. Audiowiedergabepegels eigenständig die optimale Spurnachführung ein.

### Geräte-Anschlüsse
Die meisten VHS-Rekorder haben einen TV-Tuner, um auch bei ausgeschaltetem Fernseher (oder anderer Fernseher-Programmwahl) aufzeichnen zu können, und bieten dementsprechend einen analogen TV-Anschluss, der mit der Antenne des analogen terrestrischen Fernsehens oder der Buchse des analogen Kabelfernsehens verbunden wird. Damit man keinen externen Antennenverteiler benötigt, verfügen die Rekorder auch über einen Antennen-Ausgang, so dass man das Signal durch den Rekorder zum Fernseher durchschleift. Über den Antennen-Ausgang wird zusätzlich zum durchgereichten Antennen- oder Kabelsignal auch eine HF-modulierte Version des vom Rekorder selbst erzeugten Bild- und Tonsignals angeboten, was zunächst den üblichen Weg der Weiterleitung des abgespielten Bildes an den Fernseher darstellte, da Fernseher bis Mitte der 1980er Jahre selten über andere Signaleingänge als den Antennenanschluss verfügten. NTSC-Geräte „senden“ üblicherweise auf einem von zwei per Schalter wählbaren Känalen im VHF-Bereich (oft Kanal 2 und 3), PAL-Geräte meist im UHF-Bereich (früher oft Kanal 36, der für derartige Zwecke freigehalten war, bei neueren Geräten teilweise ein sehr hochfrequenter Kanal wie z. B. Kanal 68 oder 69).
Zur Ausgabe an den Fernseher hat sich jedoch, beginnend ab 1984, bei europäischen Geräten der SCART-Anschluss durchgesetzt, der teilweise zusätzlich zu einem üblichen Composite-/Ton-Anschluss (bei Stereo-Geräten mit drei Steckern: Video, Audio links, Audio rechts) vorhanden ist. Bei NTSC-Geräten setzte sich dagegen der Composite-Anschluss durch, SCART ist im NTSC-Bereich äußerst unüblich. Sowohl der SCART- als auch der Composite-Anschluss bieten ein unmoduliertes Basisband-Videosignal und damit eine deutlich bessere Bildqualität als der Antennenausgang, vorausgesetzt, der Fernseher hat zusätzlich zum Antennen-Anschluss die entsprechenden Eingangsbuchsen. Um von einem anderen Gerät direkt aufnehmen zu können, bieten die meisten Geräte auch einen Composite-Video- und einen Audio-Eingang (wenn SCART-Buchse vorhanden, in diese integriert).
SCART kann zwar zusätzlich zum Composite-Signal auch ein noch hochwertigeres RGB-Signal übertragen und in einer neueren Variante auch ein S-Video-Signal. Diese Möglichkeit wird bei VHS-Videorekordern jedoch nicht genutzt, da ein Composite-Signal die maximal mögliche Bildqualität von VHS bereits voll ausschöpft.

## Kassettenpreise
Ende der 1970er Jahre, kurz nachdem das System in Deutschland auf den Markt kam, zahlte man für eine E-180-Kassette ungefähr 45 bis 55 DM (nach heutiger Währung rund 69 bis 84 Euro). 1990 kosteten Kassetten einfacher Ausführung nur noch rund 7 (E-180) bis 10 DM (E-240). Um die Jahrtausendwende lag der Preis für Kassetten mit einer Spielzeit von zwei bis vier Stunden bei ca. 1,50 Euro. Selbst fünfstündige Kassetten waren für ca. 3 Euro erhältlich. Kassetten mit einer Spielzeit von weniger als zwei Stunden (z. B. E-30, E-60 und E-90) waren erheblich teurer und konnten weit über 5 Euro pro Band kosten. Mittlerweile (2016) sind die Preise aufgrund der zunehmend geringeren Verbreitung der VHS-Kassetten und der Einstellung der Produktion wieder erheblich gestiegen. Kassetten mit einer Spielzeit von 240 Minuten sind in der Regel nicht mehr unter 5 Euro erhältlich. Da die Produktion eingestellt wurde, dürften die Preise für ungebrauchte Kassetten weiter steigen, jedoch ist davon auszugehen, dass die Qualität der noch vorhandenen Bestände durch Alterung und/oder unsachgemäße Lagerung sinken wird.

## Versionen von VHS

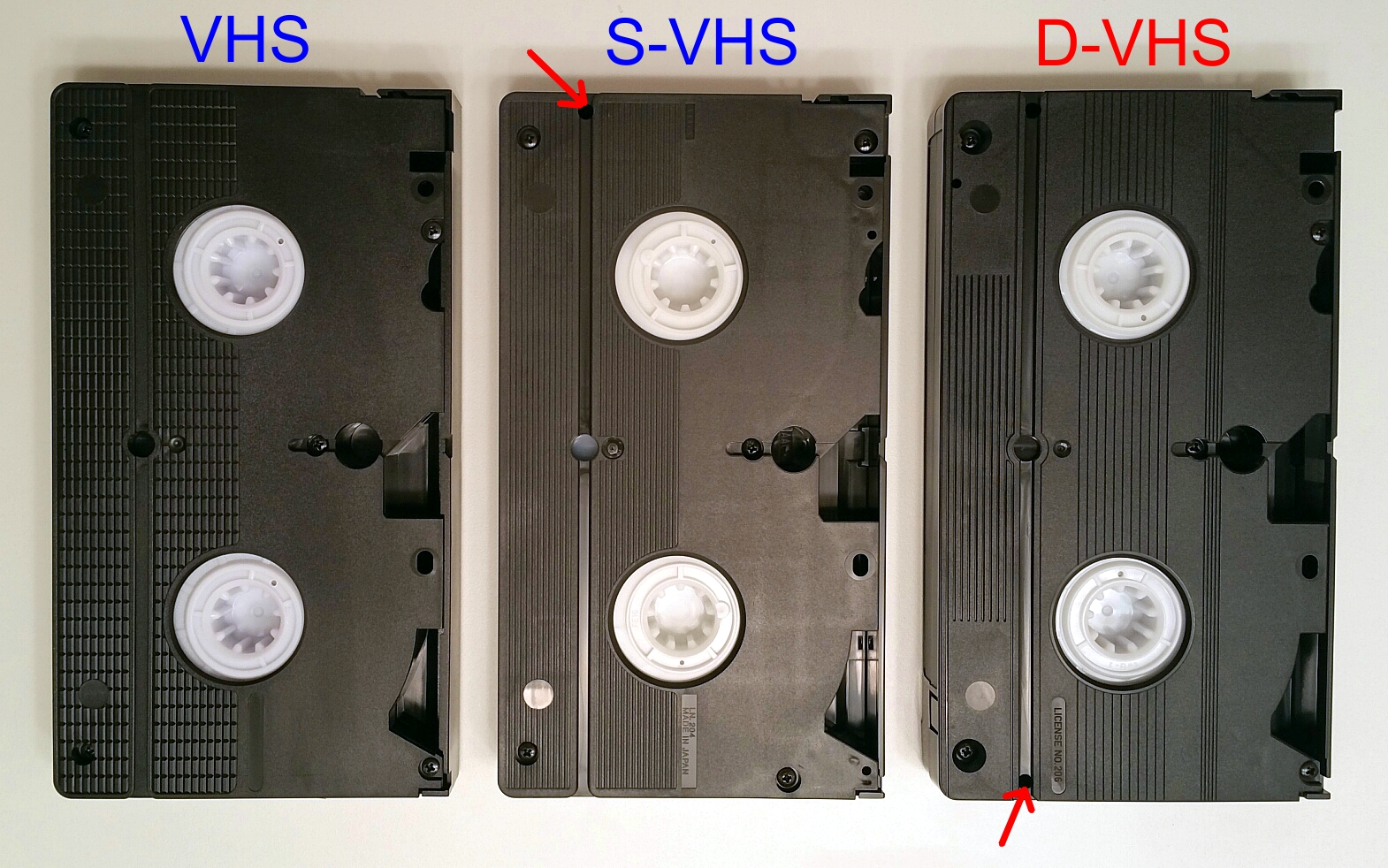
Unterscheidungsmerkmale VHS-, S-VHS- und D-VHS-Kassetten

Vom VHS-Standard gibt es zwischenzeitlich einige verbesserte Versionen. Sogenannte VHS-HQ-Geräte, etwa ab 1985 auf dem Markt, bieten gegenüber den althergebrachten VHS-Rekordern eine etwas verbesserte Bildqualität. Das HQ-Verfahren ist eingeschränkt auf- und völlig abwärtskompatibel: HQ-Aufnahmen sehen auf Geräten ohne HQ ebenfalls etwas besser aus, umgekehrt wirken Bänder, die mit den alten VHS-Geräten bespielt wurden, bei der Wiedergabe auf HQ-Geräten noch flauer und unschärfer, als es der VHS-Standard technisch ermöglicht. Heute sind mit VHS-HQ vergleichbare Spezifikationen bei allen VHS-Rekordern Standard.
Das 1987 eingeführte S-VHS-System ist ein weiterentwickelter VHS-Standard, der durch die Wahl einer höheren FM-Trägerfrequenz und die Verwendung hochwertigeren Bandmaterials etwa 60 % mehr horizontale Bildauflösung bietet und damit das Helligkeitssignal praktisch in voller Auflösung speichern kann. S-VHS errang keinen durchschlagenden Markterfolg, konnte sich jedoch als eine dem VHS-System qualitativ überlegene Alternative etablieren. Auf S-VHS-Maschinen sind VHS-Videos abspielbar. Umgekehrt gilt dies nicht, nur wenige (und dann speziell gekennzeichnete) VHS-Geräte können S-VHS-Videos wiedergeben, jedoch nur in VHS-Qualität. In der Systemvariante Professional S wurden auch semiprofessionelle S-VHS-Geräte produziert, die mit dem normalen S-VHS-Standard und VHS kompatibel sind. S-VHS-Rekorder bieten oft einen S-Video-Ein- und Ausgang an, da das im VHS-Bereich übliche Composite-Signal die bei S-VHS zu erreichende Bildqualität nicht mehr ganz abdeckt. Diese Tatsache hat zwischenzeitlich zu einer Begriffsverwirrung zwischen S-VHS (einem Aufzeichnungsformat) und S-Video (einem Signalübertragungsstandard) geführt.
Das M-Format (von M-Loading, später unter Verwendung von Metallbändern weiterentwickelt zum M-II-Format) ist ein professionelles Videosystem zur analogen Komponentenaufzeichnung allerhöchster Bildqualität. Es verwendet Kassetten in zwei unterschiedlichen Größen: Die großen Kassetten entsprechen dabei der VHS-Bauform, enthalten jedoch ein höherwertiges Band, und das Kassettengehäuse wurde zum Zweck der eindeutigen optischen Unterscheidbarkeit anders gestaltet. Das System ist abgesehen von der identischen Kassettenbauform in keiner Weise zu VHS kompatibel.
Man kann die Entwicklung des M-Formats aus VHS mit dem Entstehen des Betacam-Formats aus Betamax vergleichen. Bei stark verkürzter Bandlaufzeit erreicht man eine umfassende Steigerung der Bildqualität mit Parametern auf TV-Studioniveau. Für Studioanwendungen waren das M- und M-II-Format auch gedacht, konnten sich gegen die weltweite Verbreitung von Betacam und Betacam SP allerdings nur in wenigen Ländern durchsetzen; so war das System lange Zeit der Standard beim österreichischen ORF. Heute spielt das M-Format keine Rolle mehr; das M-II-Format fand bis ins Jahr 2000 gelegentlich noch im Industrievideobereich Verwendung.
W-VHS war ein analoges Format zur Aufzeichnung von HDTV-Sendungen, das im Jahr 1994 eingeführt wurde. Auch dieses System konnte sich nicht durchsetzen und es wurde nur eine sehr kleine Stückzahl an Geräten gefertigt, welche nur kurze Zeit in den USA und in Japan erhältlich waren.
D-VHS ist ein digitales Format auf Basis von S-VHS-Kassetten, welches neben SDTV auch HDTV-Aufzeichnungen unterstützt. D-VHS-Rekorder können auch Kassetten im herkömmlichen analogen VHS-Format aufnehmen und wiedergeben.
D-9 ist eine weitere digitale VHS-Variante des Systementwicklers JVC, aufbauend auf D-VHS (jedoch aufgrund völlig unterschiedlicher Aufzeichnungsformate nicht kompatibel), mit Bildqualität auf höchstem Niveau. D-9 bewegt sich qualitativ im Bereich von Digital Betacam und unterstützt vier digitale Tonspuren in unkomprimierter DAT-Audioqualität.
Unter der Systembezeichnung Alesis Digital Audio Tape gibt es noch ein weiteres vom VHS-System abgeleitetes Format, ein digitales Mehrspur-Audio-Aufnahmesystem, das sogenannte ADAT von Alesis. Unter Verwendung eines modifizierten, hochwertigen VHS-Bandlaufwerks und der S-VHS-Videokassette zeichnet es darauf achtkanalig PCM-Audiosignale in DAT-Tonqualität auf. Eine Aufzeichnung von Bildinformationen durch ADAT ist hingegen nicht vorgesehen.
Für den Einsatz im Home-Video-Bereich war praktisch nur das normale VHS relevant. Die Verbesserungen – mit Ausnahme von HQ und der HiFi-Stereo-Fähigkeit, die in VHS-Rekordern inzwischen Standard wurden – fanden keine dauerhafte Verbreitung und wurden mit der Einführung von HDD-/DVD-Rekordern obsolet.

### Kompakt-Kassetten
VHS-C ist eine Version des VHS-Formats mit zwar verkleinerten Kassetten, jedoch identischem Spurbild und denselben technischen Parametern. Diese Mini-Kassetten waren speziell für Camcorder gedacht und fanden dank ihrer Abspielbarkeit mittels Adaptern in jedem herkömmlichen VHS-Videogerät eine enorme Verbreitung. Auch von S-VHS gibt es eine solche Mini-Version, genannt S-VHS-C.

## Geschichte

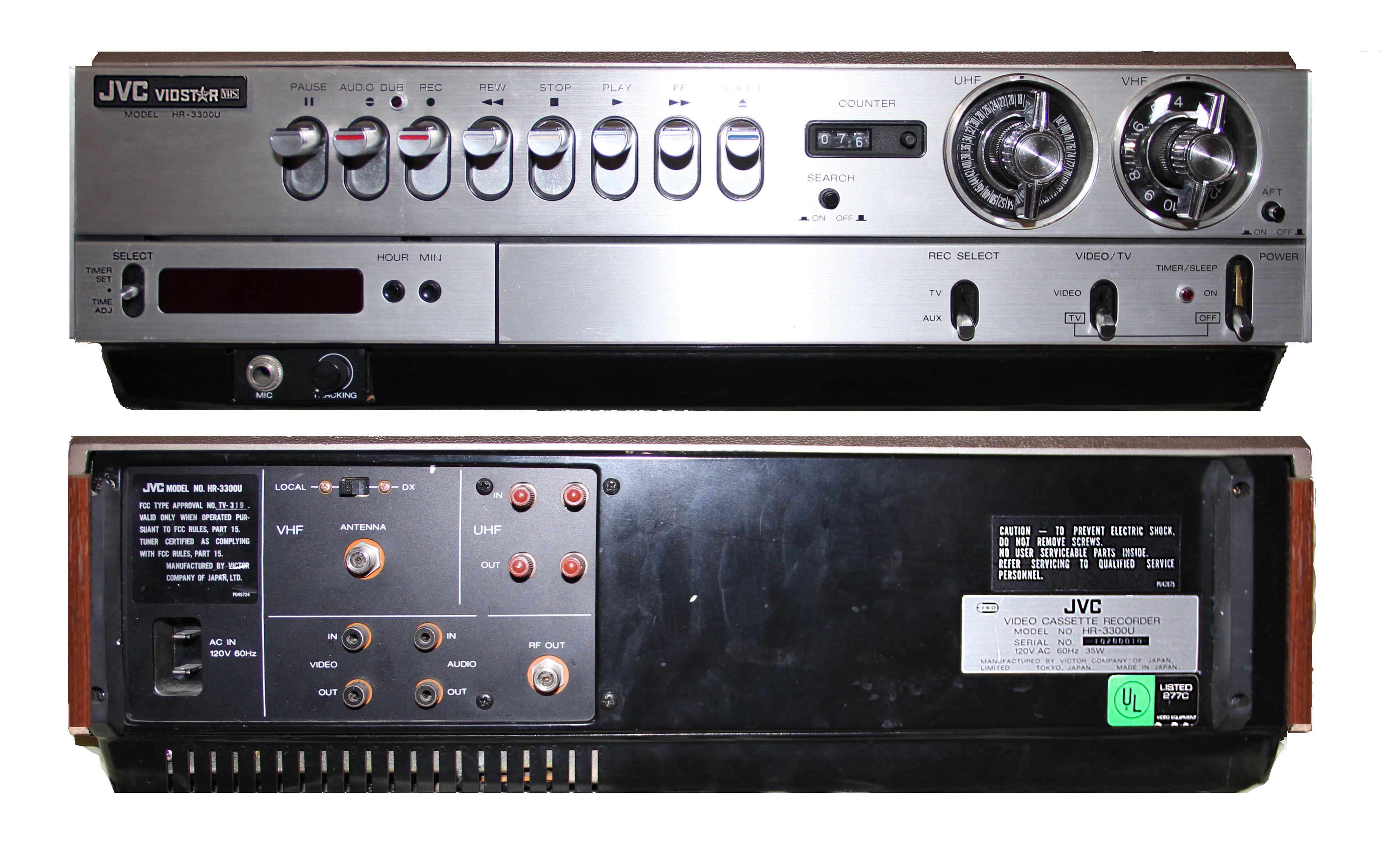
Der JVC HR-3300U ist der erste VHS-Videorekorder

### Anfänge und Blütezeit
1976 zunächst als reines NTSC-System in Japan auf den Markt gebracht, wurde VHS in Europa in den Jahren ab 1980 zum Standard im Heimvideobereich, nachdem es sich auf dem Markt gegen Sonys Betamax und VCR/Video 2000 von Grundig und Philips durchgesetzt hatte. Pikanterweise beruht die VHS-Entwicklung auf einem Sony-Patent, das JVC erworben hatte. Ein Hauptgrund für den Erfolg waren die von den Systemerfindern der anderen Formate verlangten Lizenzgebühren, während JVC die Lizenzvergabe deutlich großzügiger gestaltete als die Konkurrenz. Das führte zum Formatkrieg.
VHS war von Beginn an konsequent mit Blick auf den Privatanwender entwickelt worden und bot vergleichsweise preiswerte, zuverlässige und simpel konstruierte Geräte. Das wird vielfach als ausschlaggebender Punkt gesehen, durch den VHS trotz seiner geringeren Bildqualität große Marktanteile gewinnen konnte. Die maximale Laufzeit der Kassetten war außerdem bei VHS anfangs höher als bei Betamax; für den amerikanischen Markt ein sehr starkes Argument zugunsten von VHS, da so die Aufzeichnung eines kompletten Footballspiels auf einer Kassette möglich wurde.
Ein weiterer von Sonys VHS-Konkurrenten Betamax unterschätzter Aspekt war die Macht der Pornoindustrie. Während Sony (und damit Betamax) dieser den Rücken zuwandte, erschien der erste pornographische Film auf VHS. Kurz darauf eröffneten erste Videotheken, die ausschließlich pornographisches Material auf VHS-Kassetten anboten.
Über die Entstehung von VHS (insbesondere die geheime Entwicklung und den Widerstand gegen das japanische Handelsministerium) und die Gründe des Erfolgs in Japan gegenüber Sonys Betamax gibt es den japanischen Dokumentarfilm „Hi wa Mata Noboru“, auf Englisch „Dawn of a New Day: The Man Behind VHS“.

### Ablösung durch andere Systeme und Ende der Produktion
Nachdem VHS etwa zwanzig Jahre lang das marktführende Heimvideo-System gewesen war, wurde es ab etwa 2000 nach und nach von der digitalen DVD abgelöst. Insbesondere seit es DVD-Geräte mit Aufnahmefunktion gab, ging der Absatz von VHS-Geräten zurück. Ab etwa 2002 wurden mehr DVD- als VHS-Videos verkauft. Der letzte Hollywood-Film, der auf VHS erschien, war im Jahr 2006 A History of Violence. Am 28. Oktober 2008 kündigte JVC die Einstellung der Produktion von Geräten dieses Formates an. Der letzte große Hersteller von VHS-Kassetten, Distribution Video & Audio Inc., verkündete am 22. Dezember 2008 das Ende der Produktion zum Jahresende. Ende Juli 2016 stellte der nach eigenen Angaben weltweit letzte verbliebene Hersteller von VHS-Rekordern – Funai Electric – deren Produktion ein. 2015 hatte er noch 750.000 Stück verkauft.
Während in Deutschland 1999 noch fast 40 Millionen VHS-Kassetten verkauft wurden, lag die Stückzahl im Jahr 2008 nur noch bei circa 200.000. Bevor die Nachfrage nach haptischen Speichermedien durch die Verfügbarkeit von Streaming Media und internetbasierten Mediatheken unterschiedlicher Anbieter insgesamt zu sinken begann, folgte zunächst eine Phase, in welcher der Absatz von DVDs, HD-DVDs und Blu-ray Discs anstieg (siehe hierzu auch Tabelle).
Im Jahr 2008 beendeten JVC und Distribution Video & Audio Inc. – die größten Hersteller von VHS-Kassetten – die Produktion ebendieser. Im Jahr 2012 folgten Fujifilm und Imation.
Im Sommer 2015 wurde die Produktion von VHS-Kassetten nach gut 40 Jahren eingestellt. Ein Jahr später, im Juli 2016, beendete Funai Electric aufgrund sinkender Nachfrage auch die Produktion von VHS-Rekordern.
Im Jahr 2024 war es noch immer möglich, VHS-Kassetten aus Restbeständen bei Anbietern wie Amazon oder Ebay zu erwerben. Diese sind jedoch mitunter deutlich teurer als früher. Außerdem bieten noch immer zahlreiche kleine und große Unternehmen die Digitalisierung von auf VHS-Kassetten gespeicherten Inhalten an, indem sie diese auf andere Datenträger transferieren.
| Jahr | EST        | DVDs        | Blu-ray Discs | HD-DVDs                | VHS-Kassetten          |                        |
| ---- | ---------- | ----------- | ------------- | ---------------------- | ---------------------- | ---------------------- |
| 1999 | k. A.      | 2.100.000   | —             | —                      | 39.800.000             |                        |
| 2000 | k. A.      | 8.200.000   | —             | —                      | 35.800.000             |                        |
| 2001 | k. A.      | 18.900.000  | —             | —                      | 31.700.000             |                        |
| 2002 | k. A.      | 35.500.000  | —             | —                      | 28.600.000             |                        |
| 2003 | k. A.      | 64.100.000  | —             | —                      | 20.800.000             |                        |
| 2004 | k. A.      | 90.200.000  | —             | —                      | 13.000.000             |                        |
| 2005 | k. A.      | 98.700.000  | —             | —                      | 5.600.000              |                        |
| 2006 | k. A.      | 100.800.000 | —             | —                      | 2.000.000              |                        |
| 2007 | k. A.      | 103.300.000 | 372.000       | 130.000                | 800.000                |                        |
| 2008 | k. A.      | 101.300.000 | 1.700.000     | 500.000                | 200.000                |                        |
| 2009 | 1.000.000  | 106.600.000 | 6.200.000     | 100.000 (HD-DVD + VHS) | 100.000 (HD-DVD + VHS) | 100.000 (HD-DVD + VHS) |
| 2010 | 2.900.000  | 103.400.000 | 12.000.000    | k. A.                  | k. A.                  |                        |
| 2011 | 4.200.000  | 101.200.000 | 17.200.000    | k. A.                  | k. A.                  |                        |
| 2012 | 4.900.000  | 89.400.000  | 23.100.000    | k. A.                  | k. A.                  |                        |
| 2013 | 5.200.000  | 87.800.000  | 29.300.000    | k. A.                  | k. A.                  |                        |
| 2014 | 5.900.000  | 76.900.000  | 27.900.000    | k. A.                  | k. A.                  |                        |
| 2015 | 9.200.000  | 71.500.000  | 28.800.000    | k. A.                  | k. A.                  |                        |
| 2016 | 12.500.000 | 60.400.000  | 26.300.000    | k. A.                  | k. A.                  |                        |
| 2017 | 15.800.000 | 53.000.000  | 26.200.000    | k. A.                  | k. A.                  |                        |

Quelle: Bundesverband Audiovisuelle Medien e. V.

## Kopierschutz
Der VHS-Standard wurde vom Entwickler und Rechteinhaber JVC im Jahre 1985 auf Druck der Filmbranche redefiniert (und je nach Standpunkt verbessert oder verschlechtert). VHS-Lizenznehmer durften nur noch Videorekorder mit Automatic Gain Control (AGC) bauen, deren Regelzeitkonstante ein definiertes Maximum nicht überschreiten durfte. Ursprünglich gedacht für eine Verbesserung des Bildsignals auf Empfangsseite durch automatische Aussteuerung, konnte diese Technik genutzt werden, um den vom Unternehmen Macrovision Corporation entwickelten analogen Kopierschutz (Macrovision) zu implementieren. Ein geringer Teil der in Kopierwerken der Filmindustrie hergestellten Kaufvideokassetten, ein größerer, von der jeweiligen Hersteller- bzw. Verleihunternehmen abhängiger Teil der Videotheken-Verleihkassetten, enthält das Macrovision-Signal, das die AGC des empfangenden Videorekorders verwirrt. Durch wechselnde Hell-Dunkel-Signale in der Austastlücke wird die AGC angeregt, die Helligkeit ständig nachzuregeln. Das Ergebnis sind durch starke Schwankungen von Helligkeit und Farbsättigung unbrauchbare Kopien von solchen mit Macrovision versehenen Leih- oder Kaufvideokassetten.
Reines Abspielen von Macrovision-Kassetten vom Videorekorder zum Fernseher funktioniert ohne Störungen, da dieser das gesamte Rücklaufsignal durch Generatoren selbst aufbaut und seine AGC eine längere Zeitkonstante hat und somit durch die Störungen kaum beeinflusst wird. Aus Sicht der Filmbranche wurden sogenannte Schwarzkopien erschwert, aus Sicht des Verbrauchers wurde das ansonsten prinzipiell zulässige Herstellen von Privatkopien – selbst von Sicherungskopien einmal gekaufter Kassetten – erschwert bis unmöglich gemacht. Eine Entfernung der Störsignale ist zwar technisch recht einfach, der Verkauf von entsprechenden Zusatzgeräten wurde jedoch um 2003 in den meisten EU-Ländern verboten. Der Selbstbau ist allerdings für einen halbwegs versierten Elektroniker kein Problem. Auch bei eBay lassen sich noch immer solche „Kopierverstärker“ finden. Eine recht einfache Möglichkeit bestand oft in der Nutzung eines zweiten SCART-Anschlusses am Fernseher selbst. Dieser schleifte das nunmehr MV-freie Signal einfach durch. Einige Geräte, insbesondere höherwertige, gaben jedoch das Videosignal inklusive MV über den SCART-Ausgang wieder aus.

Eine andere Möglichkeit war es, das vom Videorecorder ausgegebene HF-Signal durch einen zweiten Betamax- oder Video-2000-Recorder zu schleifen. Auch dadurch wurde das Macrovision-Signal ausgefiltert.